# Eucharis castelnaeana
Eucharis castelnaeana là một loài thực vật có hoa trong họ Loa kèn đỏ. Loài này được (Baill.) J.F.Macbr. mô tả khoa học đầu tiên năm 1931.